# إبراهيم عيسى (لاعب كرة قدم إماراتي)
إبراهيم عيسى مواليد 10 أبريل 1994، لاعب كرة قدم إماراتي يجيد اللعب حارس مرمى مع نادي البطائح الإماراتي .

## مسيرة اللاعب
لعب مع نادي النصر ونادي اتحاد كلباء ونادي حتا ونادي الوصل ونادي خورفكان ونادي البطائح.

## روابط خارجية
- إبراهيم عيسى على موقع Soccerway.com (الإنجليزية)